# キャラ・パシャ!
キャラ・パシャ!は、日本コロムビアが2010年12月より配信を開始した、ニンテンドーDSiウェアのキャラクター写真フレームソフトシリーズの総称。

## 概要
任天堂の携帯型ゲーム機であるニンテンドーDSiとニンテンドーDSi LL（以下まとめてDSiと表記）のカメラ機能を使って、人気キャラクターのフレームで写真を撮り、スタンプやらくがきで自由に写真を加工することができる。
撮った写真はニンテンドーDSiカメラのアルバムに保存されるので、DSi同士で写真を交換したり、SDメモリーカードにコピーして、パソコンや携帯電話で活用することも可能。

## ラインアップ
- キャラ・パシャ! ハローキティ（サンリオ）
- キャラ・パシャ! きかんしゃトーマス（ソニー・クリエイティブプロダクツ）
- キャラ・パシャ! シナモロール（サンリオ）
- キャラ・パシャ! スポンジ・ボブ（ニコロデオン）
- キャラ・パシャ! マイメロディ（サンリオ）
- キャラ・パシャ! 回転むてん丸（くら寿司）

今後のタイトルとして、『キャラ・パシャ! シュガーバニーズ』（サンリオ）が発表されている。

## 備考
- 「キャラ・パシャ!」は商標登録中。
- 価格は各タイトル共、500DSiポイント（500円相当）。
- 各タイトル共、フレームは24種類、キャラクタースタンプは50種類収録されている。